# Missy Franklin
Melissa Jeanette Franklin Johnson (nacida Melissa Jeanette Franklin; Pasadena, California, 10 de mayo de 1995), conocida como Missy Franklin, es una nadadora estadounidense que ha ganado cuatro medallas de oro en los Juegos Olímpicos. Poseía el récord mundial de 200 m espalda hasta que fue superada por su compatriota Regan Smith en los mundiales de Gwangju de 2019. Como miembro del equipo nacional de Estados Unidos, también batió el récord mundial en el relevo 4 x 100 combinado (piscina corta y piscina larga).
En su debut olímpico en los Juegos Olímpicos de Londres 2012 a los 17 años, Missy ganó un total de cinco medallas, cuatro de ellas de oro. Arrasó en las pruebas de espalda femenina, al ganar el oro en los 100 y 200 metros espalda. Las victorias de Franklin según la Swimming World Magazine incluyen los siguientes premios: Mejor Nadadora Mundial del Año y Mejor Nadadora estadounidense del Año en 2012, así como la Mejor Nadadora FINA del año en 2011 y 2012. En total, ha ganado dieciocho medallas en campeonatos internacionales: trece de oro, tres de plata y dos de bronce, que abarcan los Juegos Olímpicos de Londres 2012, el Campeonato Mundial de la FINA y el Campeonato Mundial de Natación en Piscina Corta FINA.

## Vida personal

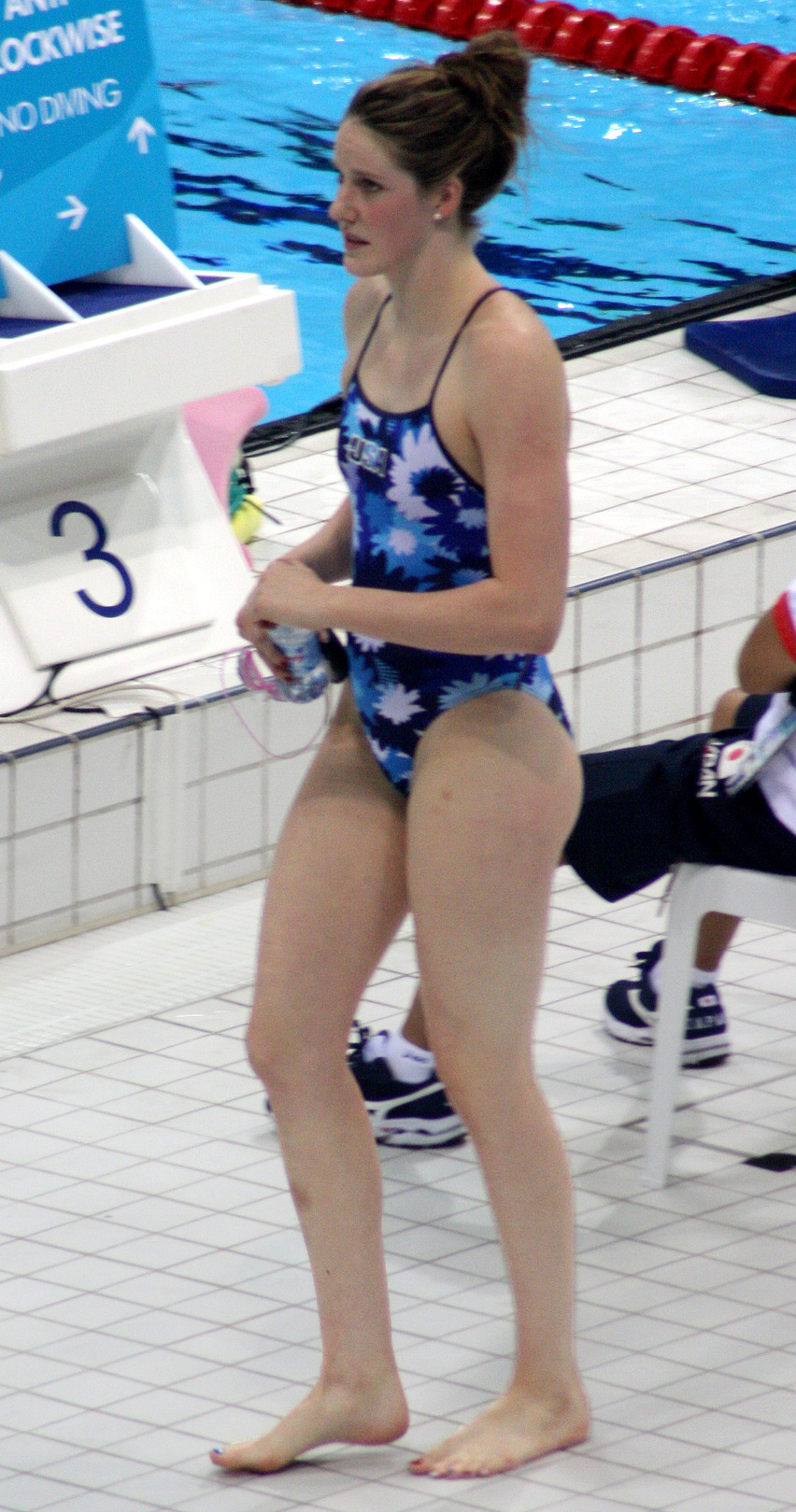
Franklin durante un calentamiento en los Juegos Olímpicos de Londres 2012.

Franklin nació en Pasadena, California, en 1995, hija de Dick y D. A. Franklin, siendo éste su lugar de residencia y donde fue educada, Centennial, Colorado comenzando a nadar allí a la edad de cinco años, a instancias de su madre. Se inscribió en Regis Jesuit High School en Aurora, Colorado y se graduó en 2013.
Sus padres son canadienses y Missy tiene doble nacionalidad. Su padre, Dick, nació en St. Catharines, Ontario. Un exjugador de fútbol canadiense de la Universidad de Saint Mary en Halifax, Nueva Escocia, que jugó brevemente para los Argonautas de Toronto de la liga de fútbol canadiense como un liniero ofensivo. Después de sufrir una lesión que supuso el fin de su carrera como futbolista, regresó a Halifax a obtener un título de MBA de la Universidad de Dalhousie, donde conoció a su futura esposa, una estudiante de medicina. Mientras trabajaba para 7-Up en Ontario, Dick fue trasladado a los Estados Unidos. En definitiva, la familia se instaló en Denver, Colorado, donde Dick tenía un alto cargo con Coors Brewing Company. La madre de Franklin sugirió que su hija considerase la posibilidad de competir por Canadá para aliviar la presión de la clasificación para la Selección de Estados Unidos debido a la intensidad competitiva de los nadadores estadounidenses. Franklin, sin embargo, optó por representar a los Estados Unidos, refiriendo su patriotismo y fidelidad a su país de origen.
Desde diciembre de 2019 es graduada en Estudios Religiosos por la Universidad de Georgia.

## Carrera de natación

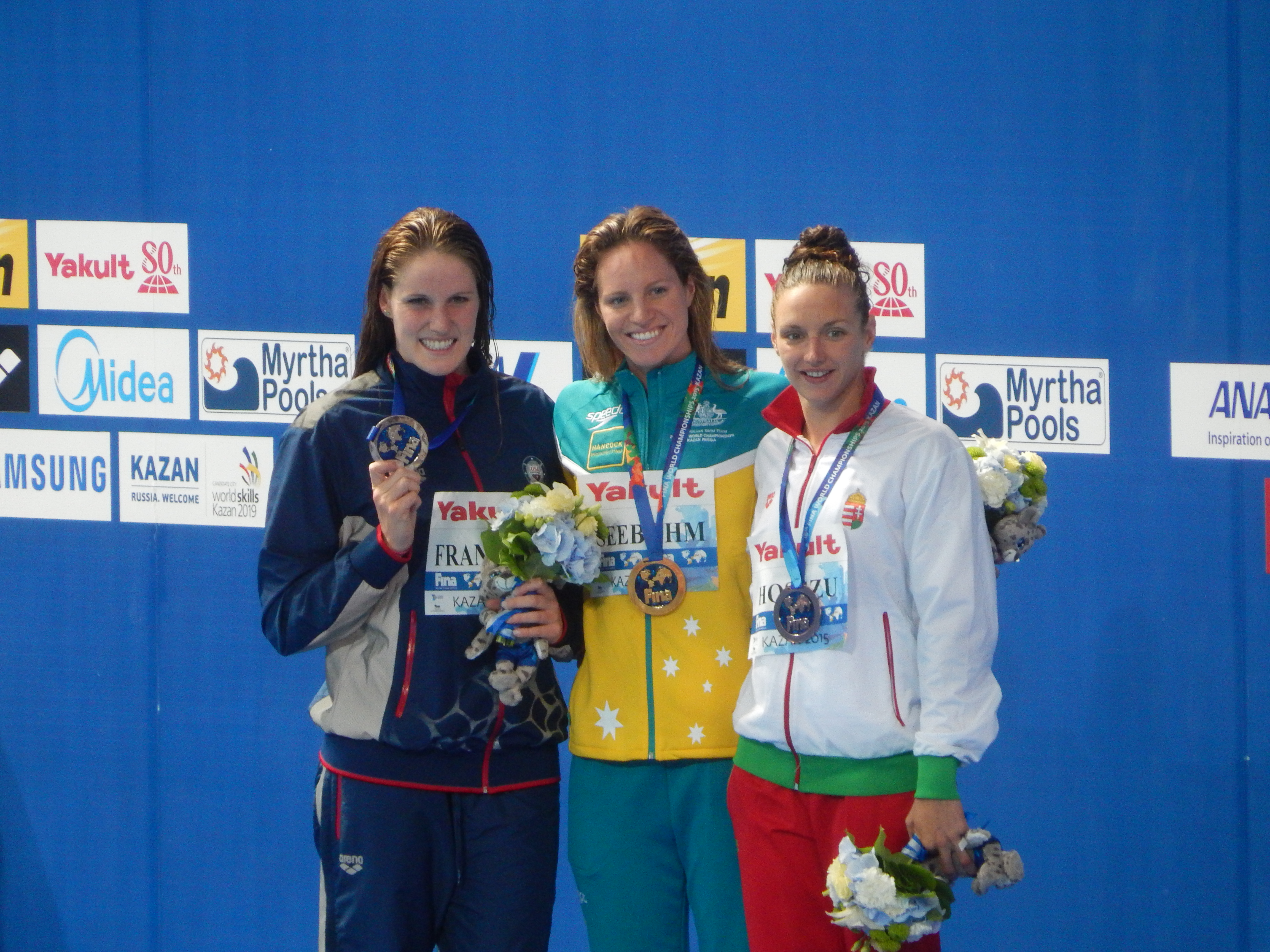
Campeonato mundial de natación 2015, Emily Seebohm, Katinka Hosszú y Missy Franklin.

### Inicios de su carrera
A la edad de 13 años, Franklin compitió en las pruebas clasificatorias del equipo olímpico de Estados Unidos de 2008, pero no obtuvo plaza para nadar en las pruebas de los Juegos Olímpicos de 2008. Su mejor resultado fue el puesto 37 en el estilo libre de 100 metros.

### 2010
En el Campeonato Nacional de 2010, Franklin compitió en seis pruebas individuales, y se clasificó para nadar en el Campeonato Pan Pacífico de natación de 2010 al finalizar segunda en los 100 y 200 metros espalda. En el Campeonato Pan Pacífico de natación de 2010, Franklin terminó cuarta en los 100 metros espalda y no hizo la final A de los 50 y 200 metros espalda. Franklin ganó la primera medalla internacional de su carrera en el Campeonato Mundial de Natación en Piscina Corta de 2010. En 200 metros espalda, Franklin terminó en segundo lugar detrás de la nadadora francesa Alexianne Castel. Franklin también ganó una medalla de plata en los 4 x 100 estilos femenino, por su contribución en las eliminatorias. Por su actuación en 2010, recibió el premio Breakout Performer del año en la séptima edición de los Premios de Golden Goggle.

### 2018
En el 2018 anuncia su retirada debido a sus repetidas lesiones de hombro.